# Naxçıvan
|  | Per a altres significats, vegeu «Nakhitxevan». |

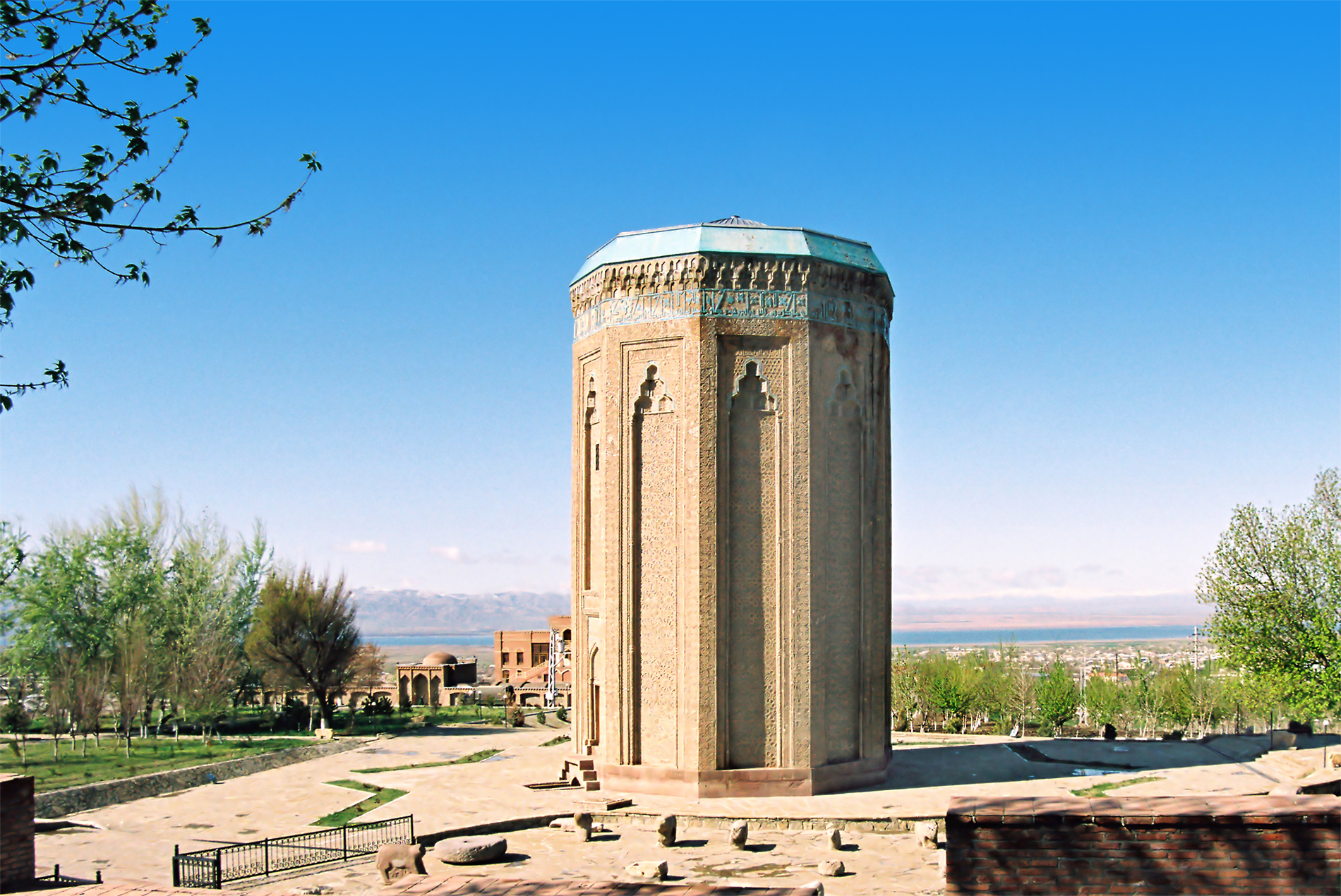
Mausoleu

Naxçıvan -pronunciat Nakhtxivan, de vegades anomenada Nachitschewan, Nakhchyvan, Nakhicevan, Nakhichevan’ o Nakhjavan- és una ciutat de l'Azerbaidjan, capital de la República Autònoma de Nakhtxivan. Forma una municipalitat amb les poblacions de Naxçıvan (amb rang de ciutat), Başbaşı, Qarağalıq, Daşduz (viles). Està al peu de les muntanyes Ai, a la riba dreta del riu que porta el seu nom, a uns 1000 metres d'altura. La seva població el 2005 era d'uns 33.000 habitants. Oficialment el nom deriva del persa Naqsh-e-Jahān ("imatge del món")

## Història

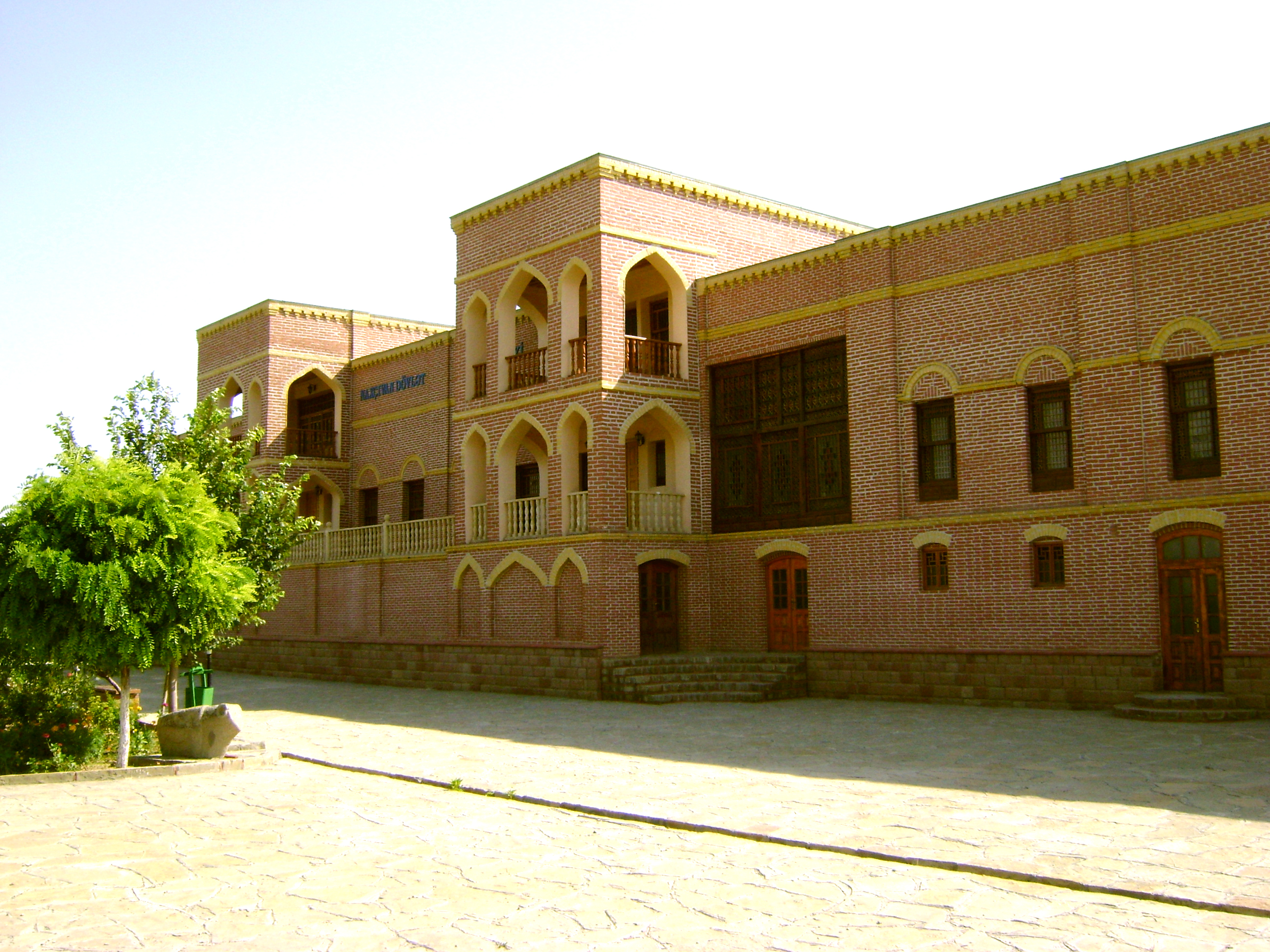
Palau del kan de Nakhchivan

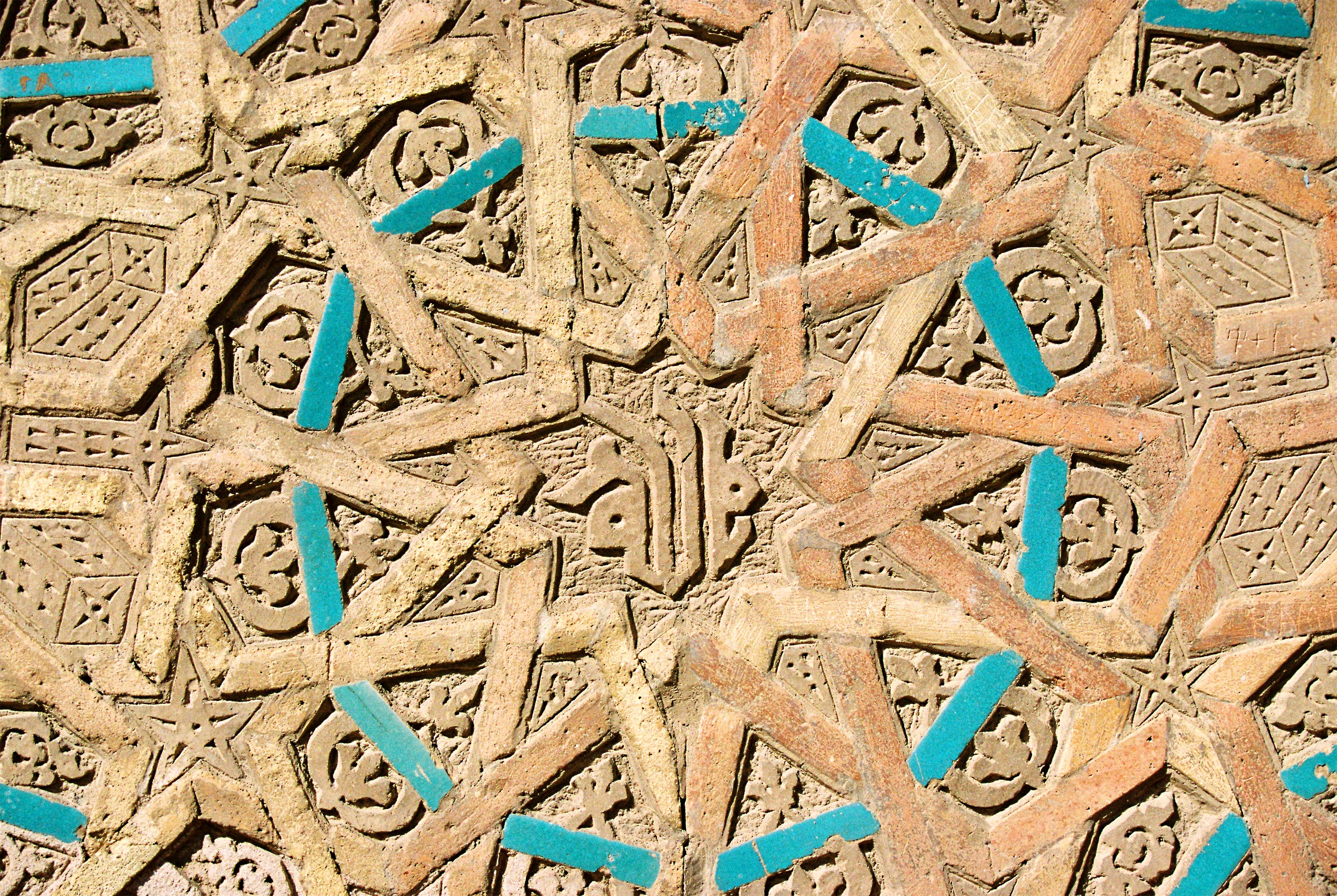
Momine Khatun, Mausoleu

Aeroport

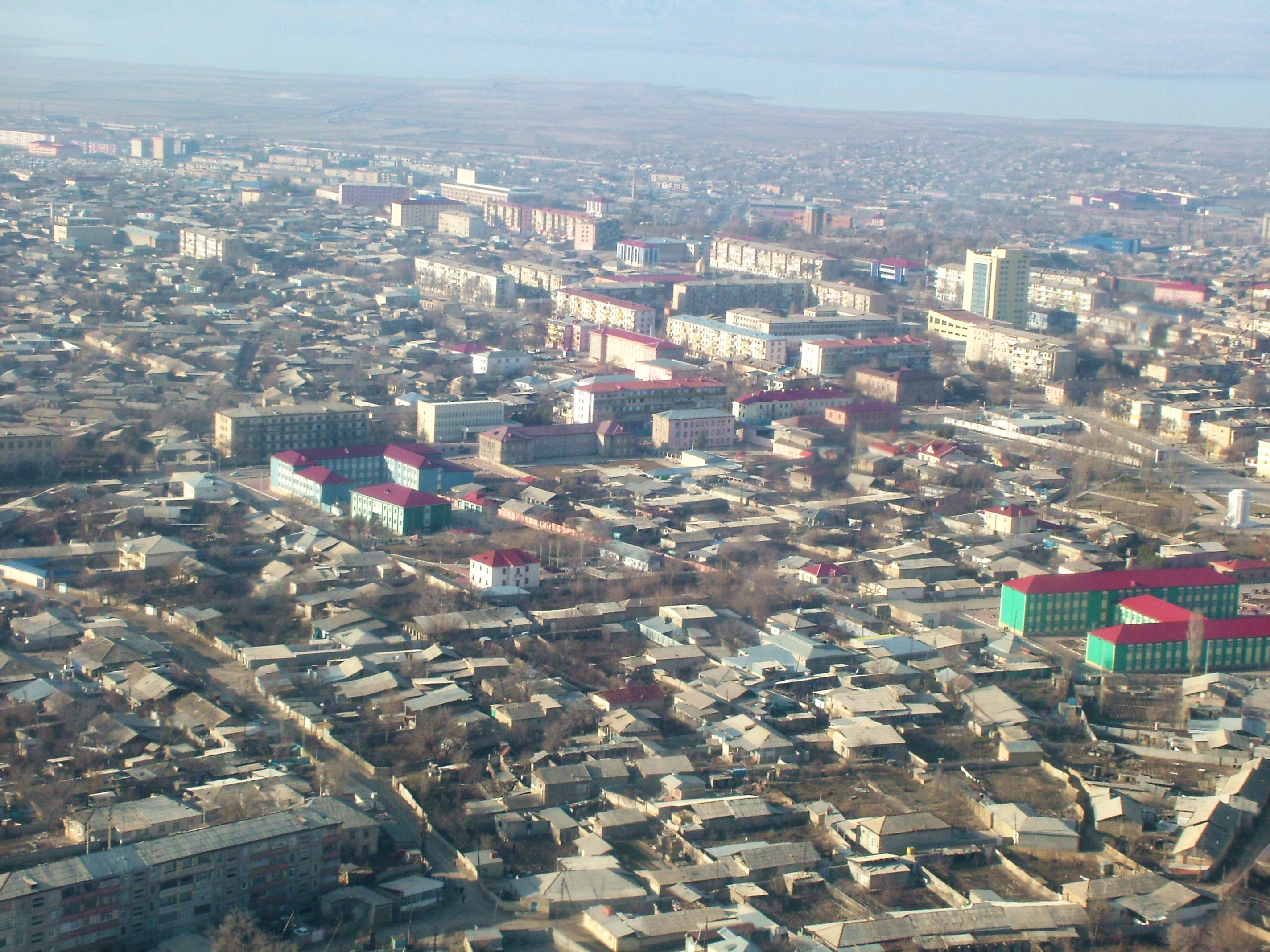
Vista aèria de la ciutat, 2006

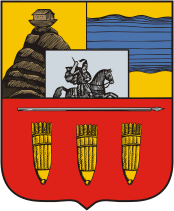
Nakhchivan, escut sota l'Imperi Rus, datat el 1843

La llegenda diu que fou fundada per Noé i les fonts perses situen aquesta fundació el 1539 aC. Els grecs i romans l'anomenaven Naxuana (Ναξουὰνα), que en grec vol dir "aigua dolça". Claudi Ptolemeu és el primer que l'esmenta amb aquest nom. Al segle V un historiador armeni, Moisès de Khorèn, explica la seva etimologia de la paraula armènia "Nakh-ijevan" (primera descendència, per la primera baixada de l'arca de Noé) i diu que la zona estava poblada pels descendents dels presoners medes (els kurds); els historiadors la situen a Baspracània o a Siunia. Hamdullah Mustawfi, al seu llibre Nuzhat al-kulub, pensa que el fundador fou un comandant militar sassànida del segle vi. Les cròniques musulmanes l'esmenten com "Nashava" o "Nashawa". Armènia fou ocupada pels àrabs sota Uthman ibn Habib ibn Maslama; grups àrabs es van establir a la zona i quan el 705 els àrabs van massacrar els caps armenis, la ciutat va passar a ser musulmana com la comarca.
Va ser governada pels sàdjides en nom del califat (889-929) encara que vers el 900 va passar als bagràtides temporalment però per poc temps va retornar als sàdjides. Després del 929 la vila va quedar en mans de l'emir de Coltene (Ordubad) creat per un antic vassall sàdjida. L'emir de Coltene o Ordubad, tot i que vers el 975 segurament es va haver de sotmetre al shaddàdida de Gandja Lashkari, la va conservar fins al 987 quan l'emir d'aleshores, Abu Dulaf, fou derrotat pel rawwàdida Abul Haidja que va ocupar la ciutat i va seguir fins a Dvin, ciutat que se li va sotmetre igualment. El 988 l'emir Abul Haidja va morir durant una expedició a Baspracània i el seu fill i successor Mamlam ibn Abul Haidja va signar un tractat de pau amb Simbaci II, però immediatament va perdre Dvin davant Abu Dulaf de Coltene (vers 989) que la va tenir un temps per després perdre-la vers el 993 a mans de Gaguik I d'Armènia (989-1020); l'emir, davant d'una gran coalició armènia, es va retirar a les seves possessions a l'Arran. El shaddàdida Fadl I de Gandja, es va apoderar de Coltene i Nakhitxevan en una data indeterminada anterior al 1021 (quan va imposar tribut a Ani). El seu fill Abul Aswar Shawur fou nomenat governador de Dvin mentre Fadl I governava a Gandja i probablement a Coltene. Després Abul Aswar (o Abul Uswar) va exercir el domini de totes les possessions Xaddàdides incloent Nakhitxevan del 1049 al 1067.
El 1054 es va haver de declarar vassall del seljúcida Toghril Beg I. Va morir el 1067 i el va succeir el seu fill Fadl II que va ser fet presoner pels georgians i Arran va passar temporalment al shirwanshah Fariburz ibn Salar. L'any següent el general eunuc Sawytigin (dels seljúcides) va anar a Arran i va trobar una família dividida però Fadl II ja tornava a governar; el 1073 el va succeir Fadl III. El 1075 Sawtigin hi va tornar i va deposar Fadl III i els seus dominis annexats a l'Imperi seljúcida (el Gran Saldjuk). Una branca va subsistir a Ani. De la forma inicial de Nashawa es va passar sota els seljúcides a Nakdjuwan que es va imposar sota els mongols.
Amb la descomposició del poder seljúcida fou part del domini d'Ildegiz i dels ildegízides sota els quals la ciutat de Nakhitxevan fou una de les seves principals residències, deixant nombroses construccions (tomba de Rukn al-Din Djamal al-Islam datada el 1162, tomba de Djalal al-Dunya Munima Khatun, possible esposa d'Ildegiz, datada vers 1172/1173 i la portalada de 1186 (avui en ruïnes) obra de Muhammed Pahlawan ibn Ildegiz. Finalment el 1225 el darrer atabeg Muzaffar al-Din Uzbeg va cedir l'Arran al xa de Coràsmia Djalal al-Din Manguberti. Aquest fou eliminat pels mongols el 1230. La ciutat fou devastada pels mongols i va quedar quasi despoblada com testimoni Rubruck que la va visitar el 1253.
Fou part del kanat il-kànida fins al 1335, i després va passar als cobànides eliminats per l'Horda d'Or. Després d'un breu domini dels jalayàrides va passar als kara koyunlu, que la van perdre davant Tamerlà. Durant la primera meitat del segle xv fou disputada entre kara koyunlu i timúrides i els primers es van imposar però al seu torn foren eliminats pels aq qoyunlu. El 1502 va passar als safàvides i formà part del govern de l'Azerbaidjan. El 1589 fou ocupada pels turcs i recuperada pels perses el 1604; els otomans van contraatacar i van recuperar el territori fins que el 1620 va passar definitivament als perses (excepte uns breu ocupació turca del 1635 al 1636). Durant aquestes diverses guerres entre otomans i perses, la ciutat va patir diversos atacs. Al segle xvii la va visitar Ewliya Çelebi i diu que estava en ruïnes, cosa que confirmen Tavernier (1664) i Chardin (1673). Durant el domini persa, Nakhitxevan depenia directament del govern de l'Azerbaidjan (i no del d'Erivan)
El 1722 Pèrsia fou conquerida pels ghilzais afganesos i tot seguit els otomans van ocupar Nakhitxevan i altres territoris; el 1736 a Nadir Shah (dinastia afshàrida), va derrotar els turcs i va recuperar la regió; es va proclamar xa i va fundar la dinastia afshàrida. A la seva mort el 1747 es va constituir en kanat de Nakhitxevan independent.
Kalb Ali Khan ibn Heydaroglu fou estrangulat per ordre d'Agha Muhammad Shah, sobirà qajar de Pèrsia. El 1828 va passar a Rússia pel tractat de Turkmanchai i el riu Araxes en va delimitar la frontera. El darrer kan fou Karim Khan Kangarli fins al 1834 en què fou annexionat a Rússia. Després hi van haver dos "naibs" nomenats pels russos (Ihsan Khan i Shaykh Ali Beg). Fou sota els russos que les parts destruïdes de la ciutat es van restaurar. Tenia llavors el territori 30.323 habitants entre la ciutat i 178 pobles de la rodalia i 11.341 habitants la ciutat d'Ordubad i 52 pobles de l'entorn. El 1913 la ciutat de Nakhitxevan tenia 7.433 habitants dels quals 4.512 eren musulmans i 2.376 armenis, i tot el districte tenia 867.878 habitants. El 1913 la ciutat tenia 8.945 habitants i el districte (uyezd) 121.365.
Després de la revolució va formar part de la República Federal de Transcaucàsia (creada el 26 de març de 1918) que després d'un breu període d'autonomia de Rússia va esdevenir independent (22 d'abril de 1918); el dia 26 de maig de 1918 la República Federal quedà formalment dissolta i el Musavat va proclamar una república a Gandja amb els tres districtes occidentals (28 de maig de 1918) mentre els comunistes controlaven la resta; Nakhitxevan, Zangezur i Karanagh van quedar dins la República Democràtica d'Armènia; la part oriental de l'Azerbaidjan va quedar en mans dels bolxevics. Les forces otomanes van avançar per Armènia el maig i eren a Gandja el juny (la república de Gandja va quedar sota ocupació militar turca el juny i el seu govern va esdevenir un titella otomà). La república d'Armènia va haver de signar el tractat de Batum de 4 de juny de 1918 amb l'Imperi Otomà, pel qual reconeixia la regió de Nakhitxevan (ocupada per les forces turques i amb part de la població turcofona) com a part del govern del Musavat a Gandja, que ara era aliat dels turcs. El setembre els turcs i el Musavat ocupaven Bakú i els districtes orientals.
Després de l'armistici de Mudros (30 d'octubre) el turcs es van retirar de l'Azerbaidjan i davant la imminent recuperació de Nakhitxevan pels armenis, els turcs del Mussavat van proclamar a la ciutat de Nakhitxevan la República de l'Araxes o d'Arak sota Djafar Kuli Khan (Jafarkuli-Khan) que estava sota control dels turcs i del govern del Musavat de Gandja i des del desembre de 1918 del parlament que el Mussavat havia format a Bakú; els armenis van envair el territori (26 de gener de 1919). El maig tropes aliades (britàniques van desembarcar a Batum i el 16 de maig de 1919 els turcs es van haver de retirar i els juny els armenis podien ocupar Nakhitxevan amb suport britànic. La lluita no obstant va seguir a la zona. El novembre de 1919 tropes britàniques van retornar a Bakú i el 15 de gener de 1920 el govern de l'Azerbaidjan fou reconegut per les Potències, amb Fatali Khan com a primer ministre (els britànics van romandre a Baku fins a l'abril).
Després de l'evacuació britànica, el 16 de maig de 1920 els comunistes van prendre el poder a l'Azerbaidjan i va esclatar la guerra contra Armènia per la possessió de Nakhtxivan, Zangezur i l'Alt Karabakh, regions en poder dels armenis i que els àzeris reclamaven. Els nacionalistes turcs també s'havien revoltat contra el tractat de Sèvres i atacaven Armènia, que rebia ajuda en armament de la Gran Bretanya. Al juny, Armènia, atacada per dos fronts, va pactar un alto el foc amb l'Azerbaidjan amb la promesa d'accedir a totes les seves peticions, i el 28 de juliol de 1920 els comunistes àzeris dirigits per Mustafà Baktashev, amb suport dels turcs, van prendre el poder a Nakhtxivan i hi van proclamar la República Soviètica, però els armenis encara resistien. Al setembre, un acord de pau entre Armènia i l'Azerbaidjan va posar fi a la guerra, i Armènia va renunciar finalment als territoris en litigi i va reconèixer el govern de Nakhtxivan. Ja en el poder el comunistes a Armènia, el 2 de desembre del 1920 van signar el tractat de pau d'Aleksandrópol renunciant a crear la Gran Armènia, i reconeixent expressament la sobirania de l'Azerbaidjan sobre Nakhitxevan, Zangezur i Karabagh.
El 16 de març de 1921 es va organitzar com a regió autònoma dins de la República Socialista Soviètica de l'Azerbaidjan. Juntament amb l'Azerbaidjan, dins de la República Federativa Socialista Soviètica de Transcaucàsia, va entrar a la Unió Soviètica. El 9 de febrer de 1924 va ser elevada a República Socialista Soviètica Autònoma. Durant el període soviètic no es registraren fets importants.
El 1989 fou una de les primeres regions on sorgí el nacionalisme àzeri. Les limitacions a l'autonomia pel Soviet Suprem de la Unió Soviètica el 28 de novembre de 1989 van portar al soviet local a declarar el gener de 1990 la independència de l'URSS, però no de l'Azerbaidjan, proclamació que al cap de pocs dies fou anul·lada. El 19 de novembre de 1990 fou reconeguda com a capital de la república autònoma dins l'Azerbaidjan.